# Kładka Muzealna
Kładka Muzealna to kładka pieszo-rowerowa położona w ciągu bulwaru Xawerego Dunikowskiego, przerzucona nad kanałem wejściowym do basenu przystani Zatoka Gondoli we Wrocławiu.
W 1886 roku wybudowano w tym miejscu kładkę drewnianą. Natomiast w 1928 przerzucono nową kładkę już o konstrukcji w postaci dwuprzegubowego łuku wykonanego w technologii żelbetowej. Długość całkowita kładki wynosi 30,3 m, a jej całkowita szerokość 4 m. Pomost ma nawierzchnię bitumiczną. Konstrukcję nośną stanowi łuk żelbetowy o rozpiętości 20,50 m i strzałce 2,30 m. Grubość pasa żelbetowego łuku wynosi odpowiednio: w wezgłowiach 0,42 m, w kluczu 0,30 m. Płyta nośna pomostu żelbetowego opiera się na łuku za pośrednictwem również wykonanych w technologii żelbetowej ścianek o grubości 0,20 m. Skraje ścianki opierają się już na umocnionych skarpach (przyczółkach) prawego i lewego brzegu przeszkody. Na pomoście zamocowano balustrady stalowe z płaskowników.
Na północ od kładki znajduje się koryto rzeki Odra, a za nim Ostrów Tumski, na zachodzie zieleniec – bulwar nadrzeczny (Promenada Staromiejska) oraz Bastion Ceglarski, na południe – przystań, na wschodzie budynek Muzeum Narodowego.